# Anil Seth
Anil Kumar Seth é um professor britânico de Neurociência Cognitiva e Computacional na Universidade de Sussex.

## Infância e educação
Seth nasceu na Inglaterra. Seu pai, Bhola Seth, obteve um bacharelado na Universidade de Allahabad em 1945, antes de migrar da Índia para o Reino Unido para estudar engenharia em Cardiff. Bhola Seth posteriormente obteve um PhD em Engenharia Mecânica em Sheffield. Sua mãe, Ann Delaney, veio de Yorkshire. A família de Seth morava na zona rural de Oxfordshire. Seu pai era um cientista pesquisador no Esso Research Center em Abingdon, e ganhou o título mundial de duplas veteranos no badminton em 1976. 

## Carreira
Seth é co-diretor (com o Prof. Hugo Critchley) do Sackler Center for Consciousness Science,  e editor-chefe da Neuroscience of Consciousness.  Ele foi presidente da conferência da 16ª reunião da Associação para o Estudo Científico da Consciência e membro permanente  e está no grupo de direção e conselho consultivo do Human Mind Project.  Ele foi presidente da Seção de Psicologia da British Science Association em 2017.  

### Publicações
Seth publicou mais de 100 artigos científicos e capítulos de livros e é o editor-chefe da revista Neuroscience of Consciousness.  Ele é um colaborador regular do New Scientist, The Guardian,  e BBC,  e escreve o blog NeuroBanter.  Ele também foi consultor do popular livro de ciência Eye Benders, que ganhou o Prêmio de Livro para Jovens da Royal Society de 2014.  Um ensaio introdutório sobre a consciência foi publicado no Aeon – The Real Problem – uma Escolha do Editor de 2016. Seth foi incluído na lista de pesquisadores altamente citados de 2019, publicada pela Clarivate Analytics. 